# 埼玉西武ライオンズプレイヤーズきっぷ
埼玉西武ライオンズプレイヤーズきっぷ（さいたませいぶライオンズプレイヤーズきっぷ）は、西武鉄道が2009年から発売している一日乗車券である。

## 概要
西武鉄道が埼玉西武ライオンズ（以下、西武球団）との協力で発売した一日乗車券で、フリー区間は所沢駅 - 西武球場前駅 - 西武遊園地駅 - 小平駅 - 所沢駅間の西武鉄道の路線で囲まれた以下の区間。
- 池袋線 / 所沢駅 - 西所沢駅
- 狭山線 / 西所沢駅 - 西武球場前駅（全線）
- 山口線 / 西武遊園地駅 - 西武球場前駅（全線）
- 新宿線 / 小平駅 - 所沢駅
- 拝島線 / 小平駅 - 萩山駅
- 多摩湖線 / 萩山駅 - 西武遊園地駅
- 西武園線 / 東村山駅 - 西武園駅（全線）

価格はおとな200円、こども100円（こども券の設定は2009年シーズンの第1弾 - 第3弾のみ）。発売場所は西武球場前駅のみ。
また、このきっぷの半券にはその名の通り、西武球団の監督・主力選手の試合時の写真が使用されている。

## 2009年シーズン
2009年シーズンの本拠地開幕日である同年4月7日に発売を開始した。有効期間は同年10月31日までの任意の一日で、以下の監督・選手の写真が使用されている。
- 第1弾（4月7日発売） - 涌井秀章、中島裕之、片岡易之
- 第2弾（5月30日発売） - 岸孝之、中島裕之、片岡易之、中村剛也
- 第3弾
  - パート1（8月5日発売） - 渡辺久信、小野寺力、中島裕之、片岡易之、中村剛也、栗山巧
  - パート2（8月25日発売） - 大沼幸二、星野智樹、帆足和幸、銀仁朗、石井義人、平尾博嗣、大崎雄太朗、佐藤友亮、G.G.佐藤

第3弾の写真は1979年 - 2003年の復刻ユニフォームを使用した「ライオンズ・クラシック」のものが使用されている。

### ファン感謝の集い特別限定版
同年11月23日に西武ドームで行われた西武球団の「2009ファン感謝の集い」に合わせ、同日限定で特別限定版が発売された。特別限定版のフリー区間、価格、発売箇所は第1弾 - 第3弾と同じだが、有効期間が同日から2010年3月31日までとなっており、また、こども券の設定が廃止された。半券のデザインに使用された選手は岸、涌井、中島、片岡、中村、栗山の6名。

## 2010年シーズン
2010年シーズンについては、パ・リーグ開幕・かつ本拠地開幕日である2010年3月20日に第1弾の発売を開始した。第1弾の発売期間・有効期間はともに同年7月31日までとなっている。5月3日には8月31日まで有効の第2弾が発売されている。半券のデザインに使用されているのは以下の各選手。8月6日に第3弾として「ライオンズ・クラシック」の太平洋クラブライオンズ復刻ユニフォームのものが10月31日までの有効期間で発売されている。
- 第1弾 - 岸孝之、涌井秀章、銀仁朗、中島裕之、片岡易之、栗山巧
- 第2弾 - 石井一久、涌井秀章、細川亨、中島裕之、片岡易之、中村剛也
- 第3弾 - 渡辺久信、藤田太陽、帆足和幸、中島裕之、片岡易之、栗山巧

### 「LIONS THANKS FESTA 2010」限定版
同年11月23日に西武ドームで行われる予定の西武球団の「LIONS THANKS FESTA 2010」に合わせ、同日限定で特別限定版が発売される。有効期間は同日から2011年3月31日までとなっている。半券のデザインに使用されるのは以下10名の監督・選手。
- 渡辺久信、岸孝之、西口文也、石井一久、涌井秀章、藤田太陽、工藤公康、中島裕之、片岡易之、栗山巧

併せて、同日にはこのきっぷのうち2種類（組み合わせは岸・中島、涌井・中島、工藤・片岡、工藤・栗山の4種類）とライオンズデザイン電車「L-train」デザインのICカード乗車券ケース「タッチアンドゴー」とピンバッジをセットにした「L-trainグッズセット」が発売される予定である。